# Kirsten Emmelmann
Kirsten Emmelmann (República Democrática Alemana, 19 de abril de 1961) es una atleta alemana, especializada en la prueba de 400 m en la que llegó a ser medallista de bronce mundial en 1987 y campeona mundial en los 4 × 400 m.

## Carrera deportiva
En el Mundial de Roma 1987 ganó la medalla de bronce en los 400 metros, llegando a la meta tras la soviética Olga Bryzgina y la alemana Petra Muller; además consiguió la medalla de oro en los relevos 4 × 400 metros, por delante de la Unión Soviética y Estados Unidos.